# Bande Cow Creek de la tribu indienne Umpqua
La bande Cow Creek de la tribu indienne Umpqua, connue au Bureau des affaires indiennes comme la bande Cow Creek des Indiens Umpqua de l'Oregon, est un gouvernement tribal amérindien reconnu au niveau fédéral et basé à Canyonville, dans l'Oregon. La bande Cow Creek est aussi connue en tant qu'Upper Umpqua. Elle tient son nom du Cow Creek, un affluent de la rivière South Umpqua.